# Горнореченск
Горноре́ченск — посёлок в Октябрьском районе, Ханты-Мансийского автономного округа — Югры. Входит в состав сельского поселения Карымкары.

## География
Климат резко континентальный, зима суровая, с сильными ветрами и метелями, продолжающаяся семь месяцев. Лето относительно тёплое, но быстротечное. Расположен на берегу реки Прямая.

## Население
| 2010 |
| ---- |
| 163  |